# Jayaram Jayalalitha
Jayaram Jayalalitha (tamil. ஜெயலலிதா ஜெயராம்; ur. 24 lutego 1948 w Melukote, zm. 5 grudnia 2016 w Ćennaju) – indyjska aktorka i polityk, także tancerka, wokalistka, producentka filmowa, pisarka i publicystka. Czterokrotna premier rządu stanowego Tamilnadu (1991–1996, 2001, 2002–2006 oraz 2011–2016), sekretarz generalny partii All India Anna Dravida Munnetra Kazhagam 1989-2016.

## Życiorys

### Dzieciństwo i młodość
Urodziła się 24 lutego 1948 w Melukote. Pochodziła z bramińskiej rodziny.

### Działalność artystyczna i publicystyczna
Zadebiutowała w anglojęzycznym filmie Epistle (1961). W 1964 po raz pierwszy wystąpiła w roli głównej, w stworzonym w kannada obrazie Chinnada Gombe. Rok później, rolą w Vennira Aadai (reżyseria C.V. Sridhar), rozpoczęła karierę w tamilskim przemyśle filmowym. Również w 1965 rozpoczęła pracę w Tollywood (Manushulu Mamathalu). Zdobyła popularność, grając role kobiet wampów. Wielokrotnie partnerowała M.G. Ramachandranowi, wystąpiła z nim w przeszło 25 filmach. Grywała również między innymi z N.T. Rama Rao i Sivaji Ganeshanem. Daivamagan (1969), w którym wystąpiła razem z tym ostatnim, był pierwszym filmem tamilskim, który ubiegał się o nominację do Oscara.
Była autorką czterech powieści oraz licznych opowiadań w języku tamilskim. Opublikowała liczne artykuły, zarówno w prasie tamilskojęzycznej, jak i anglojęzycznej.
Zyskała szereg przydomków, między innymi: Amma, Thangamana thalaivi', Puratchi thalaivi, Idhaya Deivam (Bogini naszych serc), Kaaval Deivam, Adi Parasakthi.

### Działalność polityczna
W życie publiczne zaangażowała się w czerwcu 1982, wstępując do reprezentującej interesy niskich kast drawidyjskiej partii All India Anna Dravida Munnetra Kazhagam. Dzięki wsparciu M.G. Ramachandrana już w styczniu 1983 została sekretarzem partii odpowiedzialnym za propagandę. W 1984 weszła w skład Rajya Sabhy. Pięć lat później zrezygnowała z mandatu, zostając deputowaną do Zgromadzenia Ustawodawczego Tamil Nadu.
W wyborach stanowych z 1991 odnowiła mandat i stanęła na czele stanowego gabinetu. Jako premier rządu zasłynęła budowaniem wokół swojej osoby kultu jednostki (m.in. poprzez ustawienie w Ćennaju ogromnych billboardów promujących własne dokonania). Na szczeblu ogólnokrajowym wspierała politykę rządu związkowego, zdominowanego przez INC. W czasie jej urzędowania w Tańdźawur odbyła się ósma światowa konferencja Tamilów (1–5 stycznia 1995).
Po wyborach stanowych z 1996 utraciła fotel premiera na rzecz swojego głównego politycznego rywala, Muthuvela Karunanidhiego. Nie uzyskała też mandatu. 6 grudnia 1996 została aresztowana w związku z zarzutami korupcyjnymi. W 1998 roku udzieliła poparcia rządowi centralnemu stworzonemu przez koalicję z BJP na czele. Wycofała je jednak już rok później. Doprowadziło to do utraty większości przez gabinet, następnie zaś do przyspieszonych wyborów. Na stanowisko powróciła 14 maja 2001, jednak już 14 września tego samego roku została zdymisjonowana po ponownie pojawiających się oskarżeniach o korupcję.
Po raz trzeci premierem tamilskiego rządu stanowego została 2 marca 2002. Piastowała tę funkcję do 12 maja 2006. Następnie była liderką opozycji w Zgromadzeniu Ustawodawczym Tamil Nadu.
Zwycięstwo jej partii w wyborach stanowych w 2011 umożliwiło jej ponowne objęcie stanowiska premiera. Została zaprzysiężona 16 maja 2011. Po raz kolejny uzyskała również miejsce w parlamencie.

### Choroba i śmierć i pogrzeb
Od kilku miesięcy zmagała się z poważnymi problemami ze zdrowiem. 4 grudnia 2016 doznała zawału serca i była w stanie krytycznym. Zmarła 5 grudnia 2016. Po jej śmierci ogłoszono siedmiodniową żałobę w Tamilnadu. 6 grudnia 2016 jej pogrzeb państwowy odbył się w Ćennaju i została pochowana nadmorskiej kapliczki obok swojego mentora, M.G. Ramachandrana.

## Życie prywatne
Była niezamężna.

## Filmografia[36][5][37][38][39]

### Aktorka
- Mohini Jaganmohini (2010)
- Jayammu Nischayammuraa (2010)
- Key (2010)
- 10th Class (2006)
- Veeri Veeri Gummadi Pandu (2005)
- Grahanam (2004)
- Njan Thamburan (2002)
- Hathkadi (1995)
- Linga Babu Love Story (1995)
- Allari Premikudu (1994)
- Detective Naarada (1993)
- Jamba Lakidi Pamba (1993)
- Joker (1993)
- Rajendrudru Gajendrudru (1993)
- 420 (1992)
- Appula Appa Rao (1991)
- April 1st Vidudhala (1991)
- Kobbari Bondam (1991)
- Apsarass (1990)
- Pooram (1989)
- Karnival (1989)
- Ivalente Kamuki (1989)
- Utharam (1989)
- Aval Oru Sindhu (1989)
- Oru Vadakkan Veeragatha (1989)
- Aayiram Chirakulla Moham (1989)
- Indrudu Chandrudu (1989)
- Vyshali (1988)
- Inquilabinte Puthri (1988)
- Oru Muthassi Katha (1988)
- Sruthi Layalu (1987)
- Ithu Oru Thudakkam Mathram (1986)
- Poovinu Puthiya Poonthennal (1986)
- Uppu (1986)
- Nadhiyai Thedi Vandha Kadal (1980)
- Velankanni Matha (1977)
- Chitra Pournami (1976)
- Gurudakshinai (1976)
- Jai Jagat Janani (1976)
- Avanthan Manithan (1975)
- Pattam Bharathamum (1975)
- Anbai Thedi (1974)
- Premalu Pellilu (1974)
- Thayi (1974)
- Thirumangalyam (1974)
- Dr. Babu (1973)
- Ganga Gauri (1973)
- Jesus (1973)
- Pattikatu Ponnaiah (1973)
- Vandhale Magarasi (1973)
- Annamitta Kai (1972)
- Eharmam Engay (1972)
- Neethi (1972)
- Pattikada Pattanama (1972)
- Raman Thediya Seethai (1972)
- Shakti Leela (1972)
- Bharyabiddalu (1972)
- Srikrishna Vijayam (1971)
- Srikrishna Satya (1971)
- Kumari Kottam (1971)
- Neerum Neruppum (1971)
- Oru Thai Makkal (1971)
- Savale Samali (1971)
- Sumathi En Sundari (1971)
- En Annan (1970)
- Enga Mama (1970)
- Engiruthu Vandhal (1970)
- Pathukappu (1970)
- Thedi Vanda Mappillai (1970)
- Daivamagan (1969)
- Adarsha Kutumbam (1968)
- Gandikota Rahasyam (1969)
- Gopaludu Bhoopaludu (1969)
- Kadaladu Vadaladu (1969)
- Katha Nayakudu (1969)
- Nam Naadu (1969)[40]
- Attagaru Kottakodalu (1968)
- Bagdad Gajadonga (1968)
- Enga Ooru Raja (1968)
- Galatta Kalyanam (1968)
- Izzat (1968)
- Kannan En Kathalan (1968)
- Kathal Vaghanam (1968)
- Kudiruntha Koil (1968)
- Oli Vilakku (1968)
- Rahasya Police 115 (1968)
- Ther Thiruvizha (1968)
- Apoorva Piravaigal (1967)
- Arasa Kattali (1967)
- Kavalkaran (1967)
- Aastiparulu (1966)
- Navarathri (1966)
- Chandorodyam (1966)
- Muharassi (1966)
- Thanipiravi (1966)
- Aame Evaru? (1966)
- Gudhachari 116 (1966)
- Kannithai (1965)
- Vennira Adai (1965)
- Manashulu Mamatalu (1965)
- Mane Aliya (1964)
- Murudan Muthu (1964)
- Man-Mauji (1962)
- Shrishaila Mahatme (1961)
- Epistle (1961)

### Śpiew w playbacku w piosenkach filmowych[41]
- Soorya Kanthi (1977)
- Anbai Thedi (1974)
- Thirumangalyam (1974)
- Vandhale Magarasi (1973)
- Pattikada Pattanama (1972)
- Adimai Penn (1969)

## Nagrody i wyróżnienia
- Nagroda Kalaimamani (1972)[42]
- Filmfare Award dla najlepszej aktorki tamilskiej za Pattikada Pattanama[43]
- Filmfare Award dla najlepszej aktorki filmów w telugu za Sri Krishna Satya (1972)[9]
- Filmfare Award dla najlepszej aktorki tamilskiej za Suryakanthi (1973)[9]
- Doctor of Literature University of Madras (1991)[42]
- Doctor of Science Dr MGR Medical University (1992)[42]
- Doctor of Letters Madurai Kamaraj University (1993)[42]
- Doctor of Science Tamil Nadu Agricultural University (2003)[42]
- Doktor honoris causa Bharathidasan University (2003)[42]